# Sukur
Sukur ist eine alte Kulturlandschaft in Nigeria, die seit 1999 zum UNESCO-Weltkulturerbe gehört. Sie umfasst den Palast des Hidi (Häuptlings) auf einem Hügel, terrassenförmig angelegte Felder mit heiligen Symbolen und Überreste einer einst blühenden Eisenindustrie.

## Geographie
Die Landschaft liegt in der Madagali Local Government Area des nigerianischen Bundesstaates Adamawa an der Grenze zu Kamerun, etwa 290 km von Yola entfernt, der Hauptstadt von Adamawa im Nordosten Nigerias. Sukur liegt auf einer Höhe von 1045 m über dem Meeresspiegel und erstreckt sich über eine Gesamtfläche von 1942,50 ha, wobei die Kernzone der Welterbestätte 764,40 ha und die Pufferzone 1178,10 ha einnimmt.

## Geschichte
In Sukur gibt es nur wenige Hinweise auf eine jungsteinzeitliche Besiedlung. Funde von Öfen, Erzen und Mahlsteinen lassen jedoch auf eine Phase vor der Eisenzeit schließen.
Die Dynastie der Dur-Häuptlinge entstand im 17. Jahrhundert. In dieser Zeit entwickelte sich Sukur zu einer bedeutenden Eisenregion, die den Nordosten Nigerias mit diesem wichtigen Rohstoff versorgte. Diese Blütezeit dauerte bis ins frühe 20. Jahrhundert. Zwischen 1912 und 1922 wurde Sukur von Hamman Yaje, dem Fulbe Lamido (Häuptling) von Madagali, überfallen und zerstört.
Die Eisenverarbeitung ging während der Kolonialzeit und nach der Unabhängigkeit zurück und kam um 1960 zum Erliegen. Dies führte zu einer massiven Abwanderung der Bevölkerung vom Hochplateau in die nördlich und südlich gelegenen Ebenen.

## Architektur und Struktur

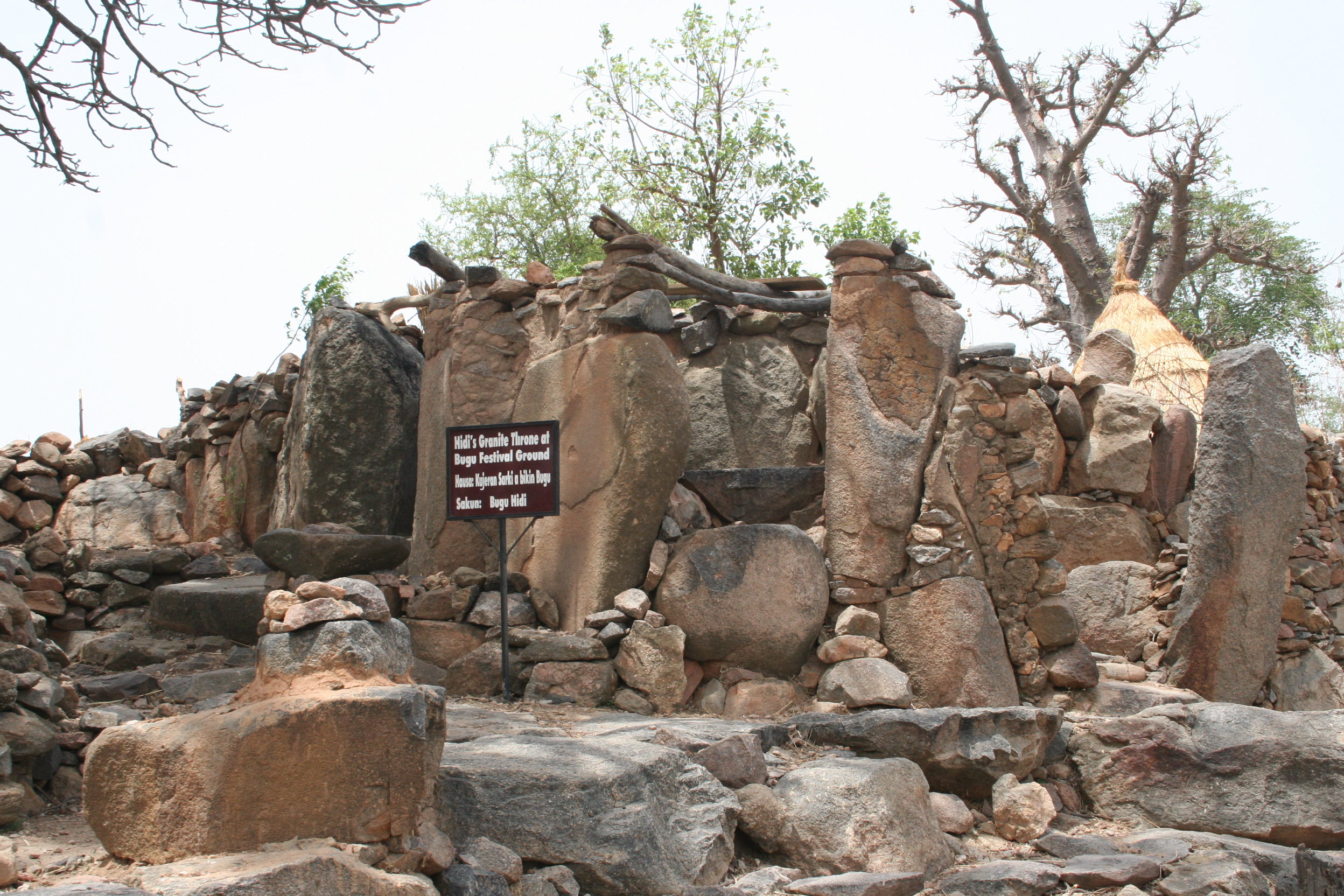
Granitthron des Hidi

Die Terrassenlandschaft von Sukur zeichnet sich durch ihre hierarchische Struktur, die Kombination von intensiver und extensiver Landwirtschaft sowie einzigartige Merkmale wie gepflasterte Wege und spirituelle Elemente wie heilige Bäume aus.
Der Hidi-Palast mit seiner prächtigen Trockenmauerarchitektur und den umliegenden Schreinen unterstreicht die wichtige Rolle des Hidi als politisches und spirituelles Oberhaupt. Die umliegenden Dörfer zeigen die charakteristische lokale Architektur mit Trockenmauern, eingetieften Viehställen (insbesondere für Bullen), Getreidespeichern und Dreschplätzen. Die strohgedeckten Lehmhäuser sind durch niedrige Steinmauern miteinander verbunden.
Von sozialer und wirtschaftlicher Bedeutung sind die unterirdischen Brunnen, die von kegelförmigen Steinbauten überdacht und von einer Umfassungsmauer umgeben sind. Diese Brunnen dienten als Ställe für Haustiere wie Rinder und Schafe, die als Prestige- und Statussymbole galten.

## Eisenindustrie
In der Nähe einiger Häuser entdeckte man zahlreiche Überreste von stillgelegten Eisenschmelzöfen, die schachtförmig waren und mit Blasebälgen betrieben wurden. Die Eisenproduktion war eng mit komplexen sozioökonomischen Beziehungen verknüpft und wurde von rituellen Handlungen begleitet.